# Évreux Volley-ball 2010-2011
Questa voce raccoglie le informazioni riguardanti l'Évreux Volley-ball nelle competizioni ufficiali della stagione 2010-2011.

## Organigramma societario
Area direttiva
- Presidente: Jean-Luc Soetewey

Area tecnica
- Allenatore: Emmanuel Fouchet
- Allenatore in seconda: Gil Favresse

## Rosa
| N° | Nome                 | Ruolo | Data di nascita   | Nazionalità sportiva |
| -- | -------------------- | ----- | ----------------- | -------------------- |
| 1  | Ludmilla da Silva    | S     | 19 ottobre 1984   | Brasile              |
| 2  | Julie Mollinger      | S     | 27 settembre 1990 | Francia              |
| 3  | Gaëlle Mollinger     | P     | 23 aprile 1988    | Francia              |
| 4  | Keylla Fabrino       | P     | 13 maggio 1986    | Brasile              |
| 4  | Yuliia Kuvtun        | P     | 6 giugno 1979     | Ucraina              |
| 5  | Tracy Valerin        | C     | 25 febbraio 1987  | Francia              |
| 6  | Hélène Schleck       | S     | 31 maggio 1986    | Francia              |
| 7  | Alexandra Siedlecki  | S     | 21 novembre 1993  | Francia              |
| 8  | Agnieszka Drzewiczuk | C     | 5 novembre 1982   | Polonia              |
| 9  | Gorana Maričić       | S/O   | 8 agosto 1984     | Serbia               |
| 10 | Taiana Tere          | S     | 27 maggio 1986    | Francia              |
| 12 | Marième Diagne       | C     | 23 ottobre 1989   | Senegal              |
| 18 | Alexandra Rochelle   | L     | 14 dicembre 1983  | Francia              |